# ソラローロ
ソラローロ（伊: Solarolo）は、イタリア共和国エミリア＝ロマーニャ州ラヴェンナ県にある、人口約4,400人の基礎自治体（コムーネ）。

## 地理

### 位置・広がり

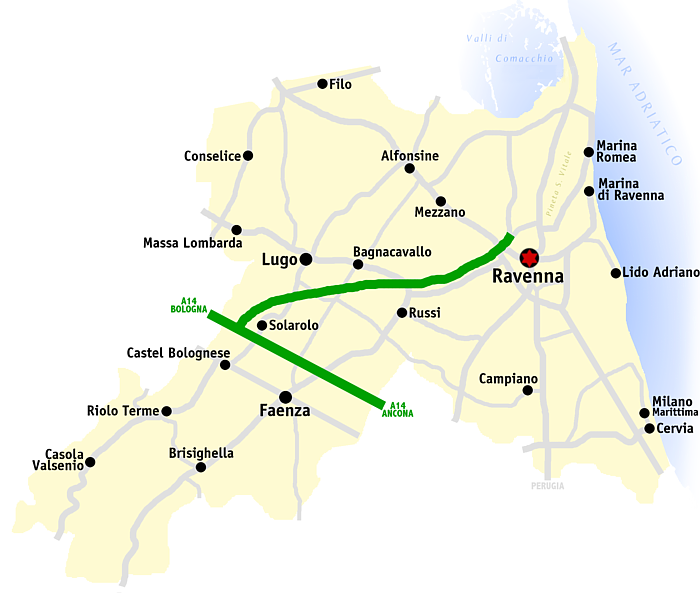
ラヴェンナ県概略図

ラヴェンナ県西部に位置する。

#### 隣接コムーネ
隣接するコムーネは以下の通り。括弧内のBOはボローニャ県所属を示す。
- バニャーラ・ディ・ロマーニャ
- カステル・ボロニェーゼ
- コティニョーラ
- ファエンツァ
- イーモラ (BO)

### 気候分類・地震分類
ソラローロにおけるイタリアの気候分類 (it) および度日は、zona E, 2252 GGである。
また、イタリアの地震リスク階級 (it) では、zona 2 (sismicità media) に分類される。

## 行政

### 分離集落
ソラローロには、以下の分離集落（フラツィオーネ）がある。
- Casanola, Castel Nuovo, Felisio, Gaiano, San Mauro

## 姉妹都市
- レーム＝ノートル＝ダム、イタリア(ヴァッレ・ダオスタ州) 1999年
- キルヒハイム・アム・リース、ドイツ 1999年